# جيم بولارد (لاعب كرة قدم)
جيم بولارد (بالإنجليزية: Jim Pollard)‏ (4 يونيو 1926 في المملكة المتحدة - 1 فبراير 1987) هو لاعب كرة قدم بريطاني (وحمل سابقاً جنسية المملكة المتحدة لبريطانيا العظمى وأيرلندا) في مركز جناح ‏. لعب مع نادي ترانمير روفرز لكرة القدم ونيوبورت كونتي وويغان أتلتيك.

## وصلات خارجية
- جيم بولارد (لاعب كرة قدم) على موقع قاعدة بيانات كرة القدم.إي يو (الإنجليزية)